# Цебрук, Алексей Александрович
Алексей Александрович Цебрук (20 февраля 1924, Бухали, Полесское воеводство — 10 февраля 2005, Бухали, Брестская область) — передовик советского сельского хозяйства, тракторист совхоза «Малеч» Берёзовского района Брестской области, Герой Социалистического Труда (1973).

## Биография
Родился 20 февраля 1924 году в деревне Бухали Селецкой гмины Пружанского повета Полесского воеводства Польши в белорусской семье. Окончив шесть классов местной польскоязычной школы, рано стал трудиться в крестьянстве. В 1940 году, после присоединения земель к СССР, поступил обучаться в профильную школу фабрично-заводского ученичества в местечке (с 1954 года — город) Гайновка. Учиться долго не пришлось, так как началась война. Он вернулся в родную деревню, которая оказалась на оккупированной немецкими войсками территории.
В июле 1941 года он включился в партизанскую войну, наладил связь с группой красноармейцев, которые попали в окружение, передавал им одежду и еду. Вместе с другими собирал оружие и боеприпасы и передавал их народным мстителям. В феврале 1943 года стал связным партизанского отряда имени С. М. Кирова. В июле 1943 года отряд имени С. М. Кирова вошёл в состав партизанской бригады имени П. К. Пономаренко. Цебрук стал бойцом партизанского отряда. Активно участвовал в боевых операциях бригады на территории ряда районов Брестской и Слонимского района Барановичской области. Был награждён медалью «За боевые заслуги». В июле 1944 года, после соединения партизанских отрядов с Красной Армией, был призван в армию, выучился на радиста. Победу встретил на Карпатах. Служил до 1947 года.
В 1950 году вступил в коллективное хозяйство, стал трудиться плотником в строительной бригаде. После упразднения колхоза перешёл работать плотником в укрупнённый колхоз «Семнадцатое Сентября» в деревне Лукомер. В 1953 году отправлен на учёбу в Брестскую школу механизации сельского хозяйства. Выучившись, трудоустроился в Малечскую машинно-тракторную станцию помощником комбайнера, затем стал работать комбайнером. После упразднения МТС, в декабре 1958 года, стал трудиться механиком-комбайнером в совхозе «Берёзовский». С 1959 года — механизатор в лукомерском колхозе «Семнадцатое Сентября». Позже объединён в один совхоз «Малеч», где и стал работать механизатором Цебрук. Очень быстро стал передовиком производства.
За большие успехи, достигнутые во Всесоюзном социалистическом соревновании, и проявленную трудовую доблесть в выполнении принятых обязательств по увеличению производства и продажи государству зерна, картофеля, сахарной свёклы и других продуктов земледелия в 1973 году, Указом Президиума Верховного Совета СССР от 12 декабря 1973 года Алексею Александровичу Цебруку было присвоено звание Героя Социалистического Труда с вручением ордена Ленина и золотой медали «Серп и Молот».
В 1984 году, достигнув пенсионного возраста, перешёл на работу бригадиром в совхозный цех кормопроизводства. Через три года вышел на заслуженный отдых.
Избирался депутатом Верховного Совета Белорусской ССР 10-го созыва (1980—1985), местных Советов депутатов трудящихся (с 1977 года — народных депутатов[каких?]), членом Берёзовского райкома Компартии Белоруссии. Также являлся членом парткома и рабочкома совхоза, народным заседателем районного суда. Делегат XXVI съезда КПСС (1981).
Проживал в родной деревне. Умер в 2005 году.

## Награды
За трудовые успехи удостоен:
- Золотая звезда «Серп и Молот» (12.12.1973)
- Орден Ленина (12.12.1973)
- Орден Трудового Красного Знамени (23.06.1966)
- Орден Дружбы народов (16.03.1981)
- Орден Знак Почёта (18.01.1958)
- Медаль За боевые заслуги
- Медаль «Партизану Отечественной войны» II степени
- Другие медали.

## Память
- 21 января 1999 года, согласно решению собрания уполномоченных агрофирмы-колхоза «Малеч», одно из полей получило название: «Поле имени Героя Социалистического Труда Цебрука Алексея Александровича».
- В поле установлен специальный памятный знак в честь Героя.